# Grażyna Kania
Grażyna Kania (ur. 24 kwietnia 1971 w Rzeszowie) – polska reżyserka teatralna, aktorka, tłumaczka, pedagożka.

## Życiorys
Absolwentka Wydziału Baletowego Policealnej Państwowej Szkoły Wokalno-Baletowej w Gliwicach, Wydziału Aktorskiego Państwowej Wyższej Szkoły Filmowej, Telewizyjnej i Teatralnej im. Leona Schillera w Łodzi oraz Wydziału Reżyserii Teatralnej Hochschule für Schauspielkunst „Ernst Busch” w Berlinie. Jej debiut aktorski miał miejsce 30 kwietnia 1996 na deskach Teatru im. Stefana Jaracza w Łodzi, gdzie wystąpiła w roli Dorki w Zimowej opowieści Williama Szekspira w reżyserii Bogdana Hussakowskiego.
Otrzymała liczne stypendia: Stypendium Zagraniczne Uniwersytetu Jagiellońskiego, Stypendium Naukowe Ministerstwa Kultury i Sztuki w Warszawie, Stypendium Fundacji im. Alfreda Toepfera w Hamburgu, Stypendium Fundacji im. Heinricha Bölla w Berlinie, Stypendium Literackie NRW „Künstlerdorf Schöppingen”.
Od 1999 roku pracuje jako reżyserka teatralna. Od 2002 roku również w Polsce. Teatry z jakimi współpracowała to m.in.: Deutsches Nationaltheater w Weimarze, Maxim-Gorki-Theater w Berlinie, Berliner Festspiele, Teatr Wybrzeże w Gdańsku, Teatr Polski w Poznaniu, Teatr Polski we Wrocławiu, Teatr Polski w Bydgoszczy, Teatr Rozmaitości, Teatr Dramatyczny oraz Teatr Powszechny w Warszawie.
Zrealizowała kilkadziesiąt inscenizacji, w tym również międzynarodowe. Jej prace były prezentowane na najważniejszych polskich festiwalach. Otrzymała liczne wyróżnienia i nagrody (m.in. nominacja do Niemieckiej Nagrody Teatralnej FAUST, nominacja do Feliksa Warszawskiego, nagroda za reżyserię na Festiwalu KONTAKT w Toruniu, Grand Prix an Festiwalu KONTRAPUNKT w Szczecinie).
Kania pracuje również jako tłumaczka z języka niemieckiego i angielskiego (Woyzeck, Liliom, In a Dark Dark House, Haarmann, Weibsteufel, Lulu) oraz jako docentka aktorstwa na berlińskich szkołach wyższych (UdK w latach 2001, 2011) i HfS „Ernst Busch“ w latach 2011, 2016 - 2021), oraz na PWSFTviT w Łodzi w latach 2013 - 2018.
2018 przetłumaczyła Podstawy gry aktorskiej (Grundlagen der Schauspielkunst)  Margarete Schuler i Stefanie Harrer. Grażyna Kania jest też autorką Ćwiczeń dodatkowych, Suplementu oraz Glosariusza. Książka została wydana w Wydawnictwie Naukowym PWSFTviF w Łodzi w serii Techniki Aktorskie.
W 2016 roku uzyskała stopień doktora sztuki w Państwowej Wyższej Szkole Filmowej, Telewizyjnej i Teatralnej w Łodzi.
Kania mieszka w Berlinie.

## Inscenizacje (wybór)
- Ocaleni, Edward Bond
- Colonel Bird, Hristo Boytschev
- Intryga i miłość, Friedrich Schiller
- Beczka Prochu, Dejan Dukowski
- Czułostki, Sergi Belbel
- Krew, Sergi Belbel
- Wiara Nadzieja Miłość, Ödön von Horváth
- Blackbird, David Harrower
- Kobieta z morza, Henrik Ibsen
- Nordost, Torsten Buchsteiner
- Timm Thaler oder das verkaufte Lachen, Grażyna Kania według powieści James Krüss(inne języki)
- Liliom, Ferenc Molnár
- Sieroty, Dennis Kelly
- Wizyta starszej Pani, Friedrich Dürrenmatt
- W mrocznym mrocznym domu, Neil LaBute
- Romeo i Julia, William Shakespeare
- Po sezonie, Ödön von Horváth
- Sceny myśliwskie z Dolnej Bawarii, Martin Sperr